# ژانگ ییمنگ
ژانگ ییمنگ (انگلیسی: Zhang Yimeng؛ زادهٔ ۲۲ اکتبر ۱۹۸۳) ورزشکار هاکی روی چمن اهل چین است.
وی در مسابقات کشوری و بین‌المللی در مجموع برندهٔ ۲ مدال طلا، ۲ مدال نقره شده است.